# Stellatoma stellata
Stellatoma stellata är en snäckart som först beskrevs av Robert Edwards Carter Stearns 1872.  Stellatoma stellata ingår i släktet Stellatoma och familjen kägelsnäckor. Inga underarter finns listade i Catalogue of Life.